# Olympische Winterspiele 2022/Teilnehmer (Kosovo)
| Gelbes Symbol für Goldmedaillen mit stilisierten Olympischen Ringen | Graues Symbol für Silbermedaillen mit stilisierten Olympischen Ringen | Braundes Symbol für Bronzemedaillen mit stilisierten Olympischen Ringen |
| ------------------------------------------------------------------- | --------------------------------------------------------------------- | ----------------------------------------------------------------------- |
| —                                                                   | —                                                                     | —                                                                       |

Kosovo nahm an den Olympischen Winterspielen 2022 in Peking teil. Es war die zweite Teilnahme des Landes an Olympischen Winterspielen. Während es für den Skirennläufer Albin Tahiri die zweite Olympiateilnahme war, hatte sich mit der 17-jährigen Kiana Kryeziu zum ersten Mal in der Geschichte eine kosovarische Athletin qualifiziert.

## Teilnehmer nach Sportarten

### Ski Alpin
| Athleten      | Wettbewerbe  | 1. Lauf     | 1. Lauf | 2. Lauf     | 2. Lauf | Gesamt      | Gesamt |
| Athleten      | Wettbewerbe  | Zeit        | Rang    | Zeit        | Rang    | Zeit        | Rang   |
| ------------- | ------------ | ----------- | ------- | ----------- | ------- | ----------- | ------ |
| Frauen        |              |             |         |             |         |             |        |
| Kiana Kryeziu | Riesenslalom | 1:18,78 min | 59      | 1:23,41 min | 49      | 2:42,19 min | 49     |
| Männer        |              |             |         |             |         |             |        |
| Albin Tahiri  | Riesenslalom | 1:13,42 min | 37      | 1:16,43 min | 29      | 2:29,85 min | 30     |
| Albin Tahiri  | Slalom       | 1:04,01 min | 44      | 58,93 s     | 36      | 2:02,94 min | 37     |
| Albin Tahiri  | Abfahrt      | —           | —       | —           | —       | 1:52,44 min | 35     |
| Albin Tahiri  | Kombination  | 1:52,44 min | 22      | 55,85 s     | 15      | 2:48,29 min | 15     |